# Indigofera hantamensis
Indigofera hantamensis är en ärtväxtart som beskrevs av Friedrich Ludwig Diels. Indigofera hantamensis ingår i släktet indigosläktet, och familjen ärtväxter. Inga underarter finns listade i Catalogue of Life.